# Drunče
Drunče (en allemand : Druntsch) est une commune du district de Jindřichův Hradec, dans la région de Bohême-du-Sud, en République tchèque. Sa population s'élevait à 50 habitants en 2020.

## Géographie
Drunče se trouve à 4 km au nord-nord-est du centre de Deštná, à 18 km au nord-nord-ouest de Jindřichův Hradec, à 49 km au nord-est de České Budějovice et à 94 km au sud-sud-est de Prague.
La commune est limitée par Bořetín au nord, par Mnich à l'est, par Rosička au sud-est, par Světce au sud, et par Březina à l'ouest.

## Histoire
La première mention écrite du village date de 1267.

## Source
- (cs) Cet article est partiellement ou en totalité issu de l’article de Wikipédia en tchèque intitulé « Drunče » (voir la liste des auteurs).